# Мохикани
Мохикани или махикан (на английски: Mahican) е може би едно от най-известните северноамерикански индиански племена, популяризирано най-вече в романите на Джеймс Фенимор Купър. Махикан обаче не трябва да се бърка с мохеган, което е съвсем отделно племе.
В началото на 17 век, махиканите живеят в около 40 села в долината на река Хъдсън като територията им се разширява от планините Кетскил до езерото Шамплейн, ограничена на запад от река Шохари и простирайки се на изток до планините Бъркшир в югозападен Масачузетс, и от северозападен Кънектикът, до Грийн Маунтинс в южен Вермонт.
Махикан е едно от мощните племена в региона, способно дълго време да се противопоставя на Ирокезката лига. Дори и след поражението им от ирокезите, племето продължава да се ползва с уважение сред съседните племена. През 18 век и 19 век обаче постоянните войни и болестите силно съкращават популацията им и от първоначалните около 8000 махикани по времето на срещата им с Хенри Хъдсън през 1609 г., остават по – малко от 400 до 1730 г., концентрирани предимно в селището Стокбридж на река Хусатоник. До 1785 г. всички махикани от Стокбридж се местят при онайда в Ню Йорк и заедно с тях през 1834 г. се преместват в Грийн Бей в Уисконсин. Тук махиканите се обединяват с група мънси – делавари и формират единно племе, и получава федерално признаване като Стокбридж – мънси общността. През 2010 г. щатът Ню Йорк, в отговор на иск за 23 000 акра от страна на племето им връща само 330 акра земя в окръг Съливан и 2 акра в окръг Медисън. В началото на 21 век Стокбридж – мънси в окръг Шоуано, Уисконсин притежава 22 000 акра земя и има над 1500 записани членове.

## Име и език
На собствения им език махиканите се наричат „мухекуниу – хората от голямата река“. Това име вероятно е било трудно за произнасяне от холандците и за по-кратко те започват да ги наричат „манхиган – вълк“, по името на техния най-влиятелен клан. По-късно англичаните преиначават формата на името на „махикан“ или „мохикан“. Други варианти на името са маякан, махиган, махикандер, махинганек, майкан, мухикон, муриган и монекунук. На ирокезите са познати под името „акочакан“, а на шоуните като „хиканаги или нхикана“. Известни са още като Кану индианците, Орунгес, Речни индианци, Стокбридж, Тонотаенрат и Ураги.
Името махикан или мохикан като и двете са правилни, става популярно от романите на Джеймс Фенимор Купър. Само че в книгите на Купър, Ункас е представен като вожд на мохиканите, а това не е вярно. Ункас е историческа личност, но той е вожд на племето мохеган, което живее в Южен Кънектикът и е съвсем отделно племе от махикан.
Езикът на махиканите е алгонкински N-диалект, по-тясно свързан с L-диалекта на мънси и унами, отколкото с N-диалекта на племената в източен Масачузетс като уампаноаг, масачузет и ноусет.

## Култура
За махиканите земеделието е от основно значение за прехраната им, но също така ловуват дивеч, ловят риба и събират различни диви растения. Инструментите и оръжията си изработват главно от дърво, камък и мед, която си доставят от района на Големите езера чрез търговия. Селата им са доста големи, състоящи се обикновено от 20 – 30 средно големи дълги домове и силно укрепени. Войната обикновено изисква по – висока степен на организация. Съвета на всички вождове се събира редовно, за да решава важни въпроси засягащи цялата конфедерация. По време на война този съвет избира главен военен вожд с доказани вече способности. Този военен вожд упражнява почти диктаторска власт, докато трае конфликта. Социално племето е организирано в три клана – Мечка, Вълк и Костенурка.

## Подразделения
Тъй като живеят близо до ирокезите и са в постоянна война с тях, политическата организация на махикан е доста по – високо развита отколкото при останалите алгонкински народи в региона. Те са организирани в силна конфедерация от 5 племена, живеещи в общо около 40 села. Всяко от съставните племена е управлявано от наследствен вожд, който наследява позицията си по майчина линия, издигнат от съвета на клана.
Съставни племена:
- Махикан
- Мечкентоуон
- Уауячтонок
- Уестенхук
- Уикаджок

## История
Около 8000 махикани посрещат приятелски Хенри Хъдсън през 1609 г. Индианците имат силно желание да търгуват с новодошлите и когато на Хъдсън се изчерпват стоките, той се връща в Холандия като кара със себе си огромен товар кожи. Първокачествените кожи веднага привличат вниманието на холандските търговци и първите от тях пристигат в долината на река Хъдсън на следващата година. Махиканите отново приемат приятелски новодошлите, без да предполагат, че търговията с кожи ще им донесе само, унищожение и смърт, а не просперитет.

### Междуплеменна конкуренция в търговията
Междуплеменните особици започват веднага след идването на европейските рибари в Канадските Маритимс в началото на 16 век. Рибарите първо започват да търгуват с най-близките племена, монтанаи и микмаки като обменят метални инструменти и оръжия за кожи. За да защитят тази търговия, монтанаите и микмаките изгонват ирокезките племена от долната част на Сейнт Лорънс до 1542 г. Първият френски пост е построен в страната на микмаките, но по-добрите кожи принуждават французите да изоставят поста и да отидат по на север, първо в Тадосак, а после и в Квебек. Преди тези събития обаче е сформирана Ирокезката лига, която за кратко време става доминираща сила в целия Североизток. След повече от 50 години на войни, започнали някъде около 1560 г., ирокезите успяват да адирондаките от планините на Северен Ню Йорк и са в процес на завземане на долината на Сейнт Лорънс от алгонкин, монтанаите и малиситите. Тази остра конфронтация блокира разширяването на френската търговия на запад. За да се справят със ситуацията, французите започват масово да въоръжават северните племена и да ги подпомагат във войната им срещу ирокезите. Така с френска помощ ирокезите са прогонени от Сейнт Лорънс и са близо до поражение ако не намират в този момент спасител – холандците на река Хъдсън, дошли през 1610 г.

### Холандската търговия с кожи и последиците от нея
Благоприятното местоположение на махиканите им определя роля на посредници в търговията между холандците и племената на север и на запад. За да търгуват спокойно с холандците, ирокезите трябва да преминават през селата на махиканите, с които са в отдавнашен конфликт, заради монопола им в търговията с вампуми. До 1613 г. търговията с кожи в долината на Хъдсън става толкова доходоносна, че отделните търговци започват да се организират в различни търговски компании. След като успяват да уредят примирие между мохоките и махиканите през 1614 г., холандците построяват форт Насау. През 1617 г. между мохоките и махиканите избухва нова война. Холандците са на страната на последните, но същевременно започват да снабдяват мохоките с оръжия, за да воюват с мънси и саскуеханок на юг. Взаимоотношенията на холандците с двете племена им дават достатъчно влияние сред тях, че да успеят да договорят ново примирие на следващата година. Условията на новия мир дават на мохоките неограничен достъп до холандците, но се изисква да плащат на махиканите, за да преминават през територията им. Условията не са много приемливи за мохоките, но мирът успява да се задържи цели шест години. През 1624 г. холандците построяват новия форт Ориндж на западния бряг на Хъдсън в Олбани, който е по – близо до мохоките. Прекаленият лов обаче в продължение на 14 години почти унищожава животните в региона. Заради липсата на достатъчни количества кожи холандците правят опит да отворят нова търговия със северните племена чрез посредничеството на махиканите. Тези задкулисия разгневяват мохоките и между двете племена отново избухва война. Този път холандците не успяват да предотвратят войната. През следващите 4 години, борбата между мохоките и махиканите става критичен момент в историята на Северна Америка, що се касае до търговията с кожи и сферите на влияние. До 1628 г. махиканите са победени и принудени да изоставят селата си западно от Хъдсън, а мохоките поемат контрола в района и получават директен достъп до холандците. Въоръжени превъзходно, за кратко време мохоките подчиняват почти всички племена в околността и успяват да си върнат горната част на Сейнт Лорънс като по този начин блокират и френския достъп до Големите езера. Изправени пред катастрофа, французите започват масово да въоръжават своите индиански съюзници. Холандците продължават да въоръжават ирокезите. Резултатът от това масово въоръжаване е 70 години на войни и насилие известни като Боброви войни (1629 – 1701).

### Махикан, част от ирокезите
След поражението през 1628 г., махикан е под контрола на ирокезите и техен съюзник и като такъв трябва да се съобразяват с желанията на Лигата. По време на Войната уапингър (1643 – 1645), махиканите не взимат участие в нея, но посредничат при сключването на мира.
След като ирокезите последователно се справят с враговете си хурони, тиононтати, алгонкин, неутрал, французите губейки своите най – добри съюзници започват сформирането на нов индиански алианс, който да се противопостави на ирокезите. Махиканите се присъединяват към новия съюз и така с ирокезите стават отново врагове. През 1662 г. мохоките атакуват селата им и до две години принуждават махиканите да изоставят долината на Хъдсън и да се преместят в западен Масачузетс. Войната между двете племена продължава до 1672 г., когато махиканите капитулират и са включени в Лигата. Войните махикани, вече част от ирокезката армия участват в нападения срещу племената във Вирджиния и Северна Каролина през 1681 г. Въпреки че сега са под контрола на ирокезите, махиканите продължават да се ползват с голямо уважение и да имат значително влияние сред околните племена. Така през 1676 г., без да питат Лигата за одобрение, махиканите дават разрешение на 250 бежанци от Масачузетс, бягащи от Войната на крал Филип да се заселят при тях в селото Шахтикок. До 1700 г. броят на индианците в Шахтикок достига 1000 души. Въпреки тези нови попълнения на махикан е все по – трудно да защитава земите си от посегателствата на колонистите. През 1680 г. са принудени да продадат земите на запад от река Хъдсън, последвани от нови продажби през 1683 г. и 1685 г. До 1740 г. земите и броят им толкова силно намаляват, че племето започва да се разпръсва и да изчезва от долината на Хъдсън.

### Разпръсване и загуба на идентичност
Още през 1665 г., в търсене на нови ловни територии, една група махикани се премества в Охайо. През 1680 г. французи срещат други две групи при маямите в северна Индиана. Те са там и през 1721 г., но до 1750 г. са погълнати от маямите. В западен Масачузетс, постепенно заселниците завземат почти всичките им земи. Накрая им остава една малка част по река Хусатоник, между Шефилд и Стокбридж. През 1730 г. племето изостава западен Масачузетс и се премества при мънси и унами в Пенсилвания. През 1749 г. трите племена се преместват в долината на Охайо. Махикан се заселват в горната част на река Сандъски в северозападно Охайо, близо до виандотите и поддържат отделна племенна идентичност до 1793 г. След това са погълнати от делаварите.
Само 400 махикани остават на река Хусатоник, съсредоточени в Стокбридж. През следващите години Стокбридж става една смесена общност и впоследствие става известна като индианците Стокбридж. През 1756 г. някои от тях се преместват при онайда в Ню Йорк. Останалите в Масачузетс са безценни английски съюзници до Войната за независимост. До 1775 г. обаче повечето от земята им е отнета като им остават само около 2200 акра. До 1785 г. и последните от Стокбридж се преместват при онайда и заедно с тях през 1834 г. се местят на Грийн Бей в Уисконсин.